# Hendrik V van Silezië
Hendrik V van Silezië ook bekend als Hendrik V van Liegnitz bijgenaamd de Dikke (circa 1248 - 22 februari 1296) was van 1274 tot 1278 hertog van Jauer, van 1278 tot 1296 hertog van Liegnitz en van 1290 tot 1296 hertog van Breslau. Hij behoorde tot de Silezische tak van het huis Piasten.

## Levensloop
Hij was de oudste zoon van hertog Bolesław II van Liegnitz, tot 1248 eveneens hertog van Silezië, en diens gemalin Hedwig van Anhalt, dochter van vorst Hendrik I van Anhalt.
Hendrik V werd opgevoed in Praag, waar zijn grootmoeder Anna van Bohemen woonde. Hij verbleef aan het hof van koning Ottokar II van Bohemen, waar hij tot ridder geslagen werd. In 1274 kreeg hij nog tijdens het leven van zijn vader een eigen grondgebied, het hertogdom Jauer. Nadat zijn vader overleed, volgde Hendrik V hem in 1278 op als hertog van Liegnitz, waarna het hertogdom Jauer overging naar zijn jongere broers Bolko I en Bernard.
Hendrik V had met zijn neef, hertog Hendrik IV van Polen, een conflict over de erfenis van hun gezamenlijke oom Wladislaus, die in 1270 was overleden. Er brak oorlog uit en nabij de stad Frankenstein werd er een veldslag uitgevochten, waarbij Hendrik IV werd verslagen. Bij de wapenstilstand, die door koning Ottokar II van Bohemen onderhandeld werd, moest Hendrik IV de gebieden rond de steden Neumarkt en Striegau aan het hertogdom Liegnitz afstaan. Nadat Ottokar II was overleden, kwam in 1280 opnieuw tot conflicten tussen de neven, toen Hendrik IV zijn aanspraken op de erfenis van Ottokar II wou laten gelden. Het kwam echter snel tot een verzoening en in 1287 bemiddelde Hendrik V bij de strijd tussen Hendrik IV en bisschop Thomas II van Breslau. In 1289 steunde Hendrik V zijn neef ook in zijn veldtocht naar Krakau, waarbij hij persoonlijk deelnam en hulptroepen ter beschikking stelde.
Ondanks zijn verdiensten stond Hendrik V niet in het testament van Hendrik IV vermeld. In zijn testament had Hendrik IV het hertogdom Breslau overgelaten aan hertog Hendrik III van Glogau, wat door de adel van Breslau echter niet aanvaard werd. Met de steun van koning Wenceslaus II van Bohemen slaagde Hendrik V er in 1290 in om het hertogdom Breslau in handen te krijgen.
Hendrik V steunde zijn broer Bolko I in diens conflict met hertog Hendrik III van Glogau en schonk hem daarom een deel van het hertogdom Breslau, het hertogdom Schweidnitz genaamd. Hetzelfde jaar werd Hendrik V door Hendrik III gedwongen om een deel van zijn gebied aan hem af te staan. Hendrik V hield zich echter niet aan dit akkoord, waarna hij tot in 1294 door Hendrik III van Glogau werd gevangengehouden. Als voorwaarde voor zijn vrijlating moest Hendrik V het gebied rechts van de Oder afstaan, een geldsom betalen en beloven om krijgshulp te bieden.
Kort voor zijn dood schonk Hendrik V op 1 februari 1296 zijn hertogdommen ter bescherming aan paus Bonifatius VIII. Drie weken later stierf hij, waarna hij werd bijgezet in het Clarissenklooster van Breslau. Zijn drie zoons erfden zijn hertogdommen, maar omdat ze nog minderjarig waren ging het regentschap naar zijn broer Bolko I. Nadat die in 1301 overleed, ging het regentschap naar koning Wenceslaus II van Bohemen. Toen Wenceslaus in 1305 overleed, ging het regentschap uiteindelijk naar bisschop Hendrik van Breslau.

## Huwelijk en nakomelingen
Rond het jaar 1277 huwde Hendrik V met Elisabeth van Kalisz, dochter van hertog Bolesław de Vrome van Kalisz. Ze kregen volgende kinderen:
- Hedwig (1277-na 1347), huwde met Otto, zoon van markgraaf Otto V van Brandenburg
- Euphemia (1278-1347), huwde met hertog Otto III van Karinthië
- Anna (1284-1343), abdis in het Sint-Claraklooster van Breslau
- Elisabeth (1290-1357/1358), abdis in het Sint-Claraklooster van Breslau
- Bolesław III (1291-1352), hertog van Liegnitz, Breslau en Brieg
- Helena (1293-na 1300), zuster in het Sint-Claraklooster van Gniezno
- Hendrik VI (1294-1335), hertog van Liegnitz en Breslau
- Wladislaus (1296-na 1352), hertog van Liegnitz en Breslau